# دمرة
دمرة قرية فلسطينية، تقع قرية دمرة إلى الشمال الشرقي من مدينة غزة، وتبعد عنها نحو 12 كيلو متر، وتتبع لواء غزة، وتبعد عن مساكن بيت حانون حوالي أربعة كيلو مترات. يحدُّها من الجنوب أراضي بيت حانون، ومن الشمال أراضي دير سنيد، ومن الشرق أراضي نجد، ومن الغرب أراضي بيت لاهيا.

## نبذة عن بلدة دمرة
بلدة عربية عريقة تمتد في تلال وسهول السهل الساحلي الجنوبي لفلسطين قضاء غزة، في موقع يتميز بترابه البني الضارب إلى الحمرة من شدة الخصوبة، ترتبط بالطريق العام للسهل الساحلي، وطرق فرعية أخرى تربطها بالقرى والبلدات المجاورة، تبعد حوالي12 كم شمال شرقي مدينة غزة ومتوسط الارتفاع عن سطح البحر حوالي 50 متر. يحدها من الجنوب قرية بيت حانون ومن الغرب بيت لاهيا ومن الشرق قرية نجد ومن الشمال قرية دير سنيد. وكان الخط المركزي للسكة الحديد الساحلي يمر على بعد قليل منها إلى جهة الغرب. و دمرة تعود إلى العهود القديمة.
وقد كتب القلقشندي وهو كاتب شهير موسوعي النزعة غزير الإنتاج توفي سنة 1418م، أن دمرة هي منزل بني جابر وهم قبيلة عربية أصيلة وذكرها أنها عامرة بالسكان والزراعة، وذكر عالم التوراة الأمريكي إدوارد روبنسون أنه مر بالقرية في سنة 1838م، وقال إنها تقع قرب إحدى ثنايا واد، يقسم البلدة ملتقى شارعين رئيسين متعامدين. وفي فترة الانتداب توسعت البلدة وأنشأ بها الإنجليز كامب كبير نظرا لأهمية موقعها وأخلى الإنجليز المعسكر بانتهاء انتدابهم تاركين خمسة عشر دبابة وأسلحة أخرى استخدمها المجاهدون الفلسطينيون آنذاك، وقد بنيت منازل البلدة شرقا وجنوبا في موازاة الطرق المؤدية إلى قرى أخرى، وقدر عدد المنازل بالبلدة عام 1948م حوالي 230 منزل، وكان في دمرة مدرسة ابتدائية فتحت أبوابها في سنة 1946م لسبعة وأربعين تلميذا وكثيرا، ما كانت أراضيها الزراعية عرضة لزحف رمال الشاطئ. وقد عثر على آبار خارج القرية، بعمق يتراوح بين 20 و25 مترا، وخصوصا في قعر الأخاديد المؤدية إلى وادي الحسي الذي كانت الفيضانات الشتوية فيه تزود مصادر المياه الجوفية. وكانت هذه الآبار تمد القرية بمياه الري للزراعة، كان ما مجموعه 96 دونما مخصصا للحمضيات والموز، 7412 دونما مخصصا للحبوب و388 دونما مرويا أو مستخدما للبساتين، موقع البلدة الجغرافي جعلها محط أنظار الحضارات منذ القدم فبلدة دمرة تضم آثارا، منها أسس أبنية قديمة ومقبرة وأعمدة وتيجان أثرية نادرة الوجود في فلسطين وأعمدة مقطوعة. وكان في أرضها أيضا موقعان أثريان فيهما أنواع من المخلفات الأثرية
وفي 16 شباط \فبراير 1948, أوردت جريدة فلسطين الصادرة في يافا، أن قافلة يهودية مرت بدمرة وأطلقت النار على سكانها. وجاء في الصحيفة أن السكان ردوا على إطلاق النار. وفي 31 أيار\مايو طرد سكان قرية هوج المجاورة إلى دمرة ويقول المؤرخ الإسرائيلي بيني موريس إنهم منعوا مرارا من العودة إليها وهذا يعني أنهم بقوا في دمرة . في 22 تشرين الأول/ أكتوبر جاء في خبر لمراسل صحيفة (نيويورك تايمز)، يصف الحالة على الجبهة الجنوبية ما يلي:
" وجدنا قرية عربية في إثر أخرى مهجورة وبعضها مدمر بشكل لا يمكن إصلاحه. أما القرى التي صمدت القوات المصرية فيها فلا تزال تحترق. لكن العرب كانوا قد فروا منها جميعا. مدمرة كانت أم غير مدمرة في اتجاه القطاع الساحلي الذي لا يزال في يد المصريين." احتلتها العصابات الصهيونية بتاريخ 28 تشرين أول 1948م وسميت العملية العسكرية التي نفذت ضد البلدة يوعاف. ويذكر أن الكتيبة المنفذة للعملية العسكرية جفعاتي حيث أقدمت هذه الفرقة العسكرية الإسرائيلية على تدمير البلدة بالكامل، وأنقاض البيوت لا تزال موجودة حتى الآن. وقد دافع أبناء القرية عن بلدتهم بقرار حكيم من مختار البلدة إلى جانب الجيش المصري، ويحيي أهالي البلدة ذكرى النكبة على طريقتهم وعلى ما تبقي من أراضي بلدة دمرة أقصى شمال قطاع غزة كل عام بالتوافق مع ذكرى النكبة 15/مايو .

## التعليم في دمرة اليوم
بعد التهجير القصري لأهالي البلدة لجأ أبناء البلدة للتعليم كسلاح أساسي لمواجهة المحتل ويذكر أن أكبر نسبة تعليم بين البلدات الفلسطينية موجود في دمرة ومن كلا الجنسين حيث الأطباء بتخصصاتهم المختلفة والأكاديميون والمهندسون والمعلمون وحملة الشهادات العليا. ونسبة الأمية في البلدة لا تتعدى  0.5 %. ويتبوء أبناء دمرة مكانة مرموقة وقيادية في كافة مناحي الحياة السياسية والاجتماعية الفلسطينية نظرا للدور الذي لعبه الآباء في توجيه أبنائهم للعلم، وقد قدم ويقدم أبناء البلدة خدمات جليلة للمجتمع الفلسطيني في كافة أماكن تواجدهم .

## دمرة اليوم
سيج معظم الموقع، وهو يستخدم مرعى للمواشي. ولم يبق من البلدة شيء يذكر تقريبا سوى حوض مياه حجري متداع، وأنقاض الأسمنت من المنازل وحائط مهدم، وقد أقيم مستقى ماء للبقر على ما يبدو أنه كان قطعة أسمنتية من أحد المنازل، أما البئر، فتعلوها مضخة قديمة وغير صالحة للاستعمال. وثمة المزيد من الركام في قسم مشجر من الموقع يقع قرب مقبرة يهودية. وينمو في الأراضي المجاورة بعض نبات الصبار الذي كان يستعمل في الماضي سياجات، فضلا عن العوسج والنباتات الشائكة. في سنة 1949م أسست مستعمرة إيزر على جزء من موقع القرية.